# Séries éliminatoires de la Coupe Stanley 1988
Année précédente Année suivante
Les séries éliminatoires de la Coupe Stanley 1988 font suite à la saison 1987-1988 de la Ligue nationale de hockey. Les Oilers d'Edmonton remportent le trophée en battant en finale les Bruins de Boston sur le score de 4 matchs à 0.

## Tableau récapitulatif
|  | Demi-finales de Division     | Demi-finales de Division | Demi-finales de Division |   |                        | Finales de Division   | Finales de Division | Finales de Division |  |    | Finales d'association | Finales d'association | Finales d'association |  |    | Finale de la Coupe Stanley | Finale de la Coupe Stanley | Finale de la Coupe Stanley |
|  |                              |                          |                          |   |                        |                       |                     |                     |  |    |                       |                       |                       |  |    |                            |                            |                            |
|  | A1                           | Canadiens de Montréal    | 4                        |   |                        |                       |                     |                     |  |    |                       |                       |                       |  |    |                            |                            |                            |
|  | A4                           | Whalers de Hartford      | 2                        |   |                        |                       |                     |                     |  |    |                       |                       |                       |  |    |                            |                            |                            |
|  | A4                           | Whalers de Hartford      | 2                        |   | A1                     | Canadiens de Montréal | 1                   |                     |  |    |                       |                       |                       |  |    |                            |                            |                            |
|  |                              |                          |                          |   | A1                     | Canadiens de Montréal | 1                   |                     |  |    |                       |                       |                       |  |    |                            |                            |                            |
|  |                              | A2                       | Bruins de Boston         | 4 |                        |                       |                     |                     |  |    |                       |                       |                       |  |    |                            |                            |                            |
|  | A3                           | A2                       | Bruins de Boston         | 4 | Sabres de Buffalo      | 2                     |                     |                     |  |    |                       |                       |                       |  |    |                            |                            |                            |
|  | A3                           |                          |                          |   | Sabres de Buffalo      | 2                     |                     |                     |  |    |                       |                       |                       |  |    |                            |                            |                            |
|  | A2                           | Bruins de Boston         | 4                        |   |                        |                       |                     |                     |  |    |                       |                       |                       |  |    |                            |                            |                            |
|  | A2                           | Bruins de Boston         | 4                        |   |                        |                       |                     |                     |  | A2 | Bruins de Boston      | 4                     |                       |  |    |                            |                            |                            |
|  | Association Prince de Galles |                          |                          |   |                        |                       |                     |                     |  | A2 | Bruins de Boston      | 4                     |                       |  |    |                            |                            |                            |
|  |                              | P4                       | Devils du New Jersey     | 3 |                        |                       |                     |                     |  |    |                       |                       |                       |  |    |                            |                            |                            |
|  | P1                           | P4                       | Devils du New Jersey     | 3 | Islanders de New York  | 2                     |                     |                     |  |    |                       |                       |                       |  |    |                            |                            |                            |
|  | P1                           |                          |                          |   | Islanders de New York  | 2                     |                     |                     |  |    |                       |                       |                       |  |    |                            |                            |                            |
|  | P4                           | Devils du New Jersey     | 4                        |   |                        |                       |                     |                     |  |    |                       |                       |                       |  |    |                            |                            |                            |
|  | P4                           | Devils du New Jersey     | 4                        |   | P4                     | Devils du New Jersey  | 4                   |                     |  |    |                       |                       |                       |  |    |                            |                            |                            |
|  |                              |                          |                          |   | P4                     | Devils du New Jersey  | 4                   |                     |  |    |                       |                       |                       |  |    |                            |                            |                            |
|  |                              | P2                       | Capitals de Washington   | 3 |                        |                       |                     |                     |  |    |                       |                       |                       |  |    |                            |                            |                            |
|  | P3                           | P2                       | Capitals de Washington   | 3 | Flyers de Philadelphie | 3                     |                     |                     |  |    |                       |                       |                       |  |    |                            |                            |                            |
|  | P3                           |                          |                          |   | Flyers de Philadelphie | 3                     |                     |                     |  |    |                       |                       |                       |  |    |                            |                            |                            |
|  | P2                           | Capitals de Washington   | 4                        |   |                        |                       |                     |                     |  |    |                       |                       |                       |  |    |                            |                            |                            |
|  | P2                           | Capitals de Washington   | 4                        |   |                        |                       |                     |                     |  |    |                       |                       |                       |  | A2 | Bruins de Boston           | 0                          |                            |
|  |                              |                          |                          |   |                        |                       |                     |                     |  |    |                       |                       |                       |  | A2 | Bruins de Boston           | 0                          |                            |
|  |                              | S2                       | Oilers d'Edmonton        | 4 |                        |                       |                     |                     |  |    |                       |                       |                       |  |    |                            |                            |                            |
|  | N1                           | S2                       | Oilers d'Edmonton        | 4 | Red Wings de Détroit   | 4                     |                     |                     |  |    |                       |                       |                       |  |    |                            |                            |                            |
|  | N1                           |                          |                          |   | Red Wings de Détroit   | 4                     |                     |                     |  |    |                       |                       |                       |  |    |                            |                            |                            |
|  | N4                           | Maple Leafs de Toronto   | 2                        |   |                        |                       |                     |                     |  |    |                       |                       |                       |  |    |                            |                            |                            |
|  | N4                           | Maple Leafs de Toronto   | 2                        |   | N1                     | Red Wings de Détroit  | 4                   |                     |  |    |                       |                       |                       |  |    |                            |                            |                            |
|  |                              |                          |                          |   | N1                     | Red Wings de Détroit  | 4                   |                     |  |    |                       |                       |                       |  |    |                            |                            |                            |
|  |                              | N2                       | Blues de Saint-Louis     | 1 |                        |                       |                     |                     |  |    |                       |                       |                       |  |    |                            |                            |                            |
|  | N3                           | N2                       | Blues de Saint-Louis     | 1 | Blackhawks de Chicago  | 1                     |                     |                     |  |    |                       |                       |                       |  |    |                            |                            |                            |
|  | N3                           |                          |                          |   | Blackhawks de Chicago  | 1                     |                     |                     |  |    |                       |                       |                       |  |    |                            |                            |                            |
|  | N2                           | Blues de Saint-Louis     | 4                        |   |                        |                       |                     |                     |  |    |                       |                       |                       |  |    |                            |                            |                            |
|  | N2                           | Blues de Saint-Louis     | 4                        |   |                        |                       |                     |                     |  | N1 | Red Wings de Détroit  | 1                     |                       |  |    |                            |                            |                            |
|  | Association Campbell         |                          |                          |   |                        |                       |                     |                     |  | N1 | Red Wings de Détroit  | 1                     |                       |  |    |                            |                            |                            |
|  |                              | S2                       | Oilers d'Edmonton        | 4 |                        |                       |                     |                     |  |    |                       |                       |                       |  |    |                            |                            |                            |
|  | S1                           | S2                       | Oilers d'Edmonton        | 4 | Flames de Calgary      | 4                     |                     |                     |  |    |                       |                       |                       |  |    |                            |                            |                            |
|  | S1                           |                          |                          |   | Flames de Calgary      | 4                     |                     |                     |  |    |                       |                       |                       |  |    |                            |                            |                            |
|  | S4                           | Kings de Los Angeles     | 1                        |   |                        |                       |                     |                     |  |    |                       |                       |                       |  |    |                            |                            |                            |
|  | S4                           | Kings de Los Angeles     | 1                        |   | S1                     | Flames de Calgary     | 0                   |                     |  |    |                       |                       |                       |  |    |                            |                            |                            |
|  |                              |                          |                          |   | S1                     | Flames de Calgary     | 0                   |                     |  |    |                       |                       |                       |  |    |                            |                            |                            |
|  |                              | S2                       | Oilers d'Edmonton        | 4 |                        |                       |                     |                     |  |    |                       |                       |                       |  |    |                            |                            |                            |
|  | S3                           | S2                       | Oilers d'Edmonton        | 4 | Jets de Winnipeg       | 1                     |                     |                     |  |    |                       |                       |                       |  |    |                            |                            |                            |
|  | S3                           |                          |                          |   | Jets de Winnipeg       | 1                     |                     |                     |  |    |                       |                       |                       |  |    |                            |                            |                            |
|  | S2                           | Oilers d'Edmonton        | 4                        |   |                        |                       |                     |                     |  |    |                       |                       |                       |  |    |                            |                            |                            |

## Détails des matchs

### Demi-finales de division

#### Division Adams

##### Montréal contre Hartford
| 6 avril | Canadiens de Montréal | 4-3 | Whalers de Hartford |  |

| 7 avril | Canadiens de Montréal | 7-3 | Whalers de Hartford |  |

| 9 avril | Whalers de Hartford | 3-4 | Canadiens de Montréal |  |

| 10 avril | Whalers de Hartford | 7-5 | Canadiens de Montréal |  |

| 12 avril | Canadiens de Montréal | 3-5 | Whalers de Hartford |  |

| 14 avril | Whalers de Hartford | 2-4 | Canadiens de Montréal |  |

Les Canadiens de Montréal, dont 6 joueurs terminent avec plus de 20 buts lors de la saison régulière, battent les Whalers de Hartford en six matchs.

##### Boston contre Buffalo
| 6 avril | Bruins de Boston | 7-3 | Sabres de Buffalo |  |

| 7 avril | Bruins de Boston | 4-1 | Sabres de Buffalo |  |

| 9 avril | Sabres de Buffalo | 6-2 | Bruins de Boston |  |

| 10 avril | Sabres de Buffalo | 6-5 | Bruins de Boston |  |

| 12 avril | Bruins de Boston | 5-4 | Sabres de Buffalo |  |

| 14 avril | Sabres de Buffalo | 2-5 | Bruins de Boston |  |

#### Division Patrick

##### Islanders de New York contre New Jersey
| 6 avril | Islanders de New York | 3-4 | Devils du New Jersey |  |

| 7 avril | Islanders de New York | 3-2 | Devils du New Jersey |  |

| 9 avril | Devils du New Jersey | 3-0 | Islanders de New York |  |

| 10 avril | Devils du New Jersey | 4-5 | Islanders de New York |  |

| 12 avril | Islanders de New York | 2-4 | Devils du New Jersey |  |

| 14 avril | Devils du New Jersey | 6-5 | Islanders de New York |  |

##### Washington contre Philadelphie
| 6 avril | Capitals de Washington | 2-4 | Flyers de Philadelphie |  |

| 7 avril | Capitals de Washington | 5-4 | Flyers de Philadelphie |  |

| 9 avril | Flyers de Philadelphie | 4-3 | Capitals de Washington |  |

| 10 avril | Flyers de Philadelphie | 5-4 | Capitals de Washington |  |

| 12 avril | Capitals de Washington | 5-2 | Flyers de Philadelphie |  |

| 14 avril | Flyers de Philadelphie | 2-7 | Capitals de Washington |  |

| 16 avril | Capitals de Washington | 5-4 (pr) | Flyers de Philadelphie |  |

#### Division Norris

##### Détroit contre Toronto
| 6 avril | Red Wings de Détroit | 2-6 | Maple Leafs de Toronto |  |

| 7 avril | Red Wings de Détroit | 6-2 | Maple Leafs de Toronto |  |

| 9 avril | Maple Leafs de Toronto | 3-6 | Red Wings de Détroit |  |

| 10 avril | Maple Leafs de Toronto | 0-8 | Red Wings de Détroit |  |

| 12 avril | Red Wings de Détroit | 5-6 | Maple Leafs de Toronto |  |

| 14 avril | Maple Leafs de Toronto | 3-5 | Red Wings de Détroit |  |

##### Saint-Louis contre Chicago
| 6 avril | Blues de Saint-Louis | 5-1 | Blackhawks de Chicago |  |

| 7 avril | Blues de Saint-Louis | 3-2 | Blackhawks de Chicago |  |

| 9 avril | Blackhawks de Chicago | 6-3 | Blues de Saint-Louis |  |

| 10 avril | Blackhawks de Chicago | 1-3 | Blues de Saint-Louis |  |

| 12 avril | Blues de Saint-Louis | 4-3 | Blackhawks de Chicago |  |

#### Division Smythe

##### Los Angeles contre Calgary
| 6 avril | Flames de Calgary | 9-2 | Kings de Los Angeles |  |

| 7 avril | Flames de Calgary | 6-4 | Kings de Los Angeles |  |

| 9 avril | Kings de Los Angeles | 5-2 | Flames de Calgary |  |

| 10 avril | Kings de Los Angeles | 3-7 | Flames de Calgary |  |

| 12 avril | Flames de Calgary | 6-4 | Kings de Los Angeles |  |

##### Edmonton contre Winnipeg
| 6 avril | Oilers d'Edmonton | 7-4 | Jets de Winnipeg |  |

| 7 avril | Oilers d'Edmonton | 3-2 | Jets de Winnipeg |  |

| 9 avril | Jets de Winnipeg | 6-4 | Oilers d'Edmonton |  |

| 10 avril | Oilers d'Edmonton | 3-5 | Jets de Winnipeg |  |

| 12 avril | Jets de Winnipeg | 6-2 | Oilers d'Edmonton |  |

### Finales de division

#### Association Prince de Galles

##### Montréal contre Boston
| 18 avril | Canadiens de Montréal | 5-1 | Bruins de Boston |  |

| 20 avril | Canadiens de Montréal | 3-4 | Bruins de Boston |  |

| 22 avril | Bruins de Boston | 3-1 | Canadiens de Montréal |  |

| 24 avril | Bruins de Boston | 2-0 | Canadiens de Montréal |  |

| 26 avril | Canadiens de Montréal | 1-4 | Bruins de Boston |  |

##### Washington contre New Jersey
| 18 avril | Capitals de Washington | 3-1 | Devils du New Jersey |  |

| 20 avril | Capitals de Washington | 2-5 | Devils du New Jersey |  |

| 22 avril | Devils du New Jersey | 10-4 | Capitals de Washington |  |

| 24 avril | Devils du New Jersey | 1-4 | Capitals de Washington |  |

| 26 avril | Capitals de Washington | 1-3 | Devils du New Jersey |  |

| 28 avril | Devils du New Jersey | 2-7 | Capitals de Washington |  |

| 30 avril | Capitals de Washington | 2-3 | Devils du New Jersey |  |

#### Association Clarence Campbell

##### Détroit contre Saint-Louis
| 19 avril | Red Wings de Détroit | 5-4 | Blues de Saint-Louis |  |

| 21 avril | Red Wings de Détroit | 6-0 | Blues de Saint-Louis |  |

| 23 avril | Blues de Saint-Louis | 6-3 | Red Wings de Détroit |  |

| 25 avril | Blues de Saint-Louis | 1-3 | Red Wings de Détroit |  |

| 27 avril | Red Wings de Détroit | 4-3 | Blues de Saint-Louis |  |

##### Calgary contre Edmonton
| 19 avril | Flames de Calgary | 1-3 | Oilers d'Edmonton |  |

| 21 avril | Flames de Calgary | 4-5 (pr) | Oilers d'Edmonton |  |

| 23 avril | Oilers d'Edmonton | 4-2 | Flames de Calgary |  |

| 25 avril | Oilers d'Edmonton | 6-4 | Flames de Calgary |  |

### Finales d'association

#### Boston contre New Jersey
| 2 mai | Bruins de Boston | 5-3 | Devils du New Jersey |  |

| 4 mai | Bruins de Boston | 2-3 (pr) | Devils du New Jersey |  |

| 6 mai | Devils du New Jersey | 1-6 | Bruins de Boston |  |

| 8 mai | Devils du New Jersey | 3-1 | Bruins de Boston |  |

| 10 mai | Bruins de Boston | 7-1 | Devils du New Jersey |  |

| 12 mai | Devils du New Jersey | 6-3 | Bruins de Boston |  |

| 14 mai | Bruins de Boston | 6-2 | Devils du New Jersey |  |

Après le troisième match de la série, l'arbitre de la rencontre Don Koharski accuse l'entraîneur des Devils, Jim Schoenfeld, de l'avoir poussé dans le couloir. L'entraîneur lui répond alors : « tu as trébuché et tu es tombé tout seul, gros porc » (« You tripped and fell you fat pig! »).[réf. nécessaire]

#### Edmonton contre Détroit
| 3 mai | Oilers d'Edmonton | 4-1 | Red Wings de Détroit |  |

| 5 mai | Oilers d'Edmonton | 5-3 | Red Wings de Détroit |  |

| 7 mai | Red Wings de Détroit | 5-2 | Oilers d'Edmonton |  |

| 9 mai | Red Wings de Détroit | 3-4 | Oilers d'Edmonton |  |

| 11 mai | Oilers d'Edmonton | 8-4 | Red Wings de Détroit |  |

### Finale de la Coupe Stanley
La finale de la Coupe Stanley est gagnée 4 matchs à 0 par les Oilers d'Edmonton bien que 5 matchs soient nécessaires. En effet, au cours du 4e match, de la fumée envahit la patinoire puis une coupure de courant contraint à annuler le match et à le reporter. Le dernier match, match de la victoire des Oilers, est alors joué à Edmonton devant son public.
| 18 mai | Oilers d'Edmonton | 2-1 | Bruins de Boston |  |

| 20 mai | Oilers d'Edmonton | 4-1 | Bruins de Boston |  |

| 22 mai | Bruins de Boston | 3-6 | Oilers d'Edmonton |  |

| 24 mai | Bruins de Boston | 3-3 Match reporté | Oilers d'Edmonton |  |

| 26 mai | Oilers d'Edmonton | 6-3 | Bruins de Boston |  |